# Рибосомний білок S5
Рибосомний білок S5 (англ. Ribosomal protein S5) – білок, який кодується геном RPS5, розташованим у людей на короткому плечі 19-ї хромосоми. Довжина поліпептидного ланцюга білка становить 204 амінокислот, а молекулярна маса — 22 876.
| 10         |  | 20         |  | 30         |  | 40         |  | 50         |
| ---------- |  | ---------- |  | ---------- |  | ---------- |  | ---------- |
| MTEWETAAPA |  | VAETPDIKLF |  | GKWSTDDVQI |  | NDISLQDYIA |  | VKEKYAKYLP |
| HSAGRYAAKR |  | FRKAQCPIVE |  | RLTNSMMMHG |  | RNNGKKLMTV |  | RIVKHAFEII |
| HLLTGENPLQ |  | VLVNAIINSG |  | PREDSTRIGR |  | AGTVRRQAVD |  | VSPLRRVNQA |
| IWLLCTGARE |  | AAFRNIKTIA |  | ECLADELINA |  | AKGSSNSYAI |  | KKKDELERVA |
| KSNR       |  |            |  |            |  |            |  |            |

A: Аланін

C: Цистеїн

D: Аспарагінова кислота

E: Глутамінова кислота

F: Фенілаланін

G: Гліцин

H: Гістидин

I: Ізолейцин

K: Лізин

L: Лейцин

M: Метіонін

N: Аспарагін

P: Пролін

Q: Глутамін

R: Аргінін

S: Серин

T: Треонін

V: Валін

W: Триптофан

Цей білок за функціями належить до рибонуклеопротеїнів, рибосомних білків.